# Lodewijk Scharpé

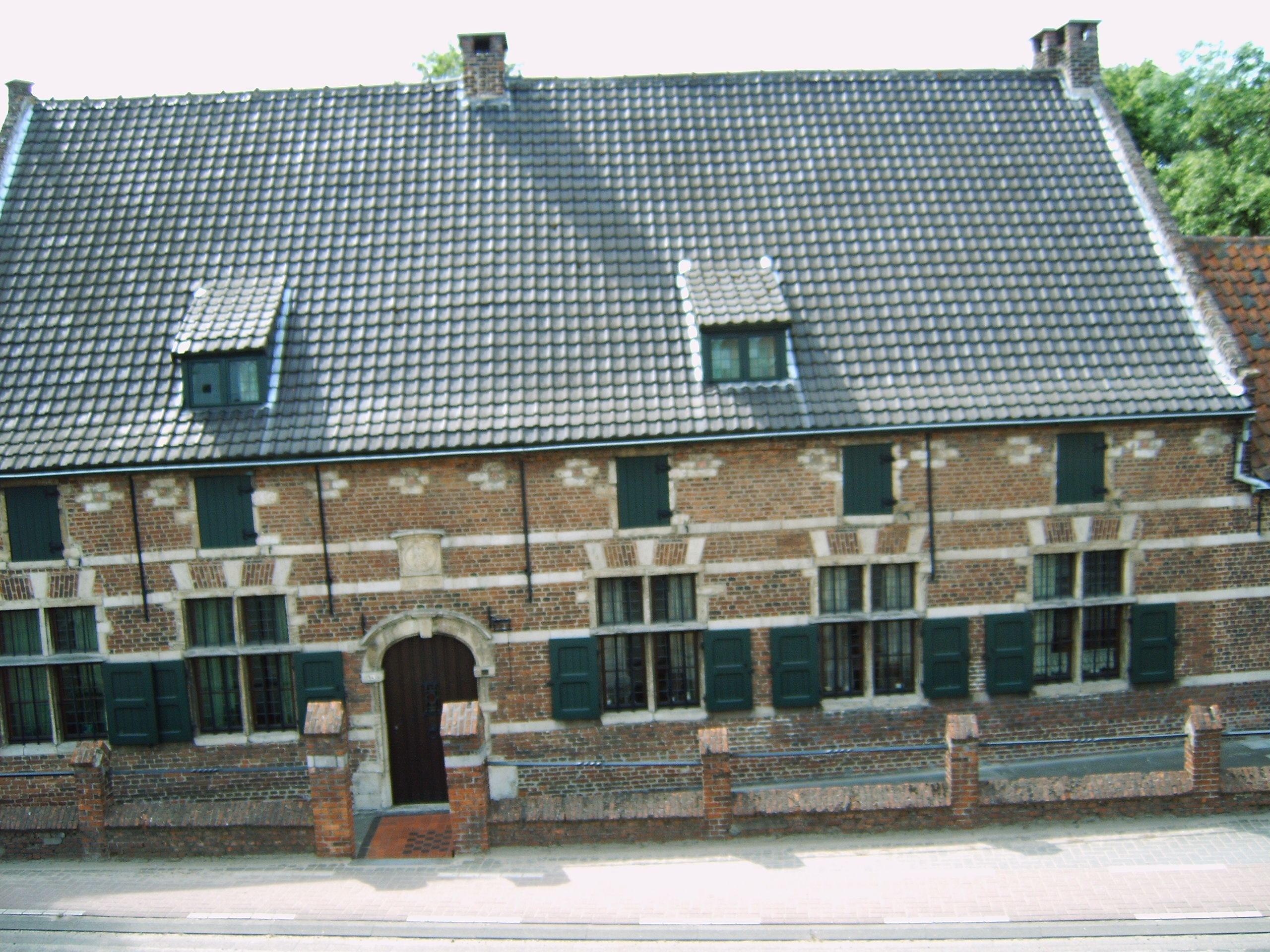
Huis van Scharpé

Lodewijk (Louis) Scharpé (Tielt, 24 oktober 1869 – Betekom, 4 mei 1935) was professor in de Germaanse filologie, literatuurhistoricus en flamingant.

## Opleiding en vorming
Louis Scharpé werd als oudste zoon van Louis en Louisa Maria Delporte geboren op 24 oktober 1869. De jonge Scharpé ging naar de gemeenteschool van Tielt. Hij zou twee jaar van het lager middelbaar moeten overdoen. Toch raadde men Louis en Louisa aan om Louis verder te laten studeren. In het hoger middelbaar aan het atheneum te Brugge was zijn leraar Nederlands Julius Sabbe een grote inspiratiebron. Elf jaar na diens eerste toespraak in een school in het Nederlands zou deze school- en taalstrijd zorgen voor de verplichting om de vakken Nederlands, Duits en Engels in de moedertaal te geven (1883).
"Vlamingen hebben een minderwaardigheidscomplex", zei Julius Sabbe. Onder diezelfde inspiratie richtte Lodewijk in 1887 de vereniging "Van Maerlant's Zonen" op met als doelstellingen "het beoefenen van de moedertaal en de verdediging van haar rechten". Plotseling kregen parlementariërs brieven met pleidooien voor de erkenning van het Nederlands als rechtstaal of voor de oprichting van een Vlaamse universiteit. Onder de leuze "Omdat ic Vlaminc ben" organiseerde de vereniging lezingen, feestzittingen en toneelvoorstellingen. Zijn leraar Nederlands zou hem ook inspireren in zijn latere studiekeuze.
In 1890 schreef Lodewijk zich in aan de Rijksuniversiteit van Gent. Hij koos voor Germaanse filologie en legde zich toe op het Nederlands en het Duits. Leermeesters waren de professoren Paul Fredericq (literatuurwetenschap), Joseph Vercoullie (Nederlands), André Bley (Oudnoors), Henri Logeman (fonetiek) en Louis de La Vallée Poussin (Sanskriet). Eduwaerd De Dene's waerachtighe Fabulen der Dieren werd zijn thesis, later gepubliceerd onder de titel "Van De Dene tot Vondel".
Vele literaire besprekingen van zijn hand verschenen in die periode in Vlaams-katholieke tijdschriften. Hij raakte goed bevriend met de latere Leuvense hoogleraar Emiel Vliebergh. De University Extension had de bedoeling de klasse van arbeiders en middenstanders te ontvoogden door middel van onderwijs en kennisoverdracht. De heren van het Hooger Onderwijs voor het volk gaven in bovenzalen van cafés gratis onderwijs in cultuur, Engels, Duits, … Lodewijk was een van hen.

## Hoogleraar

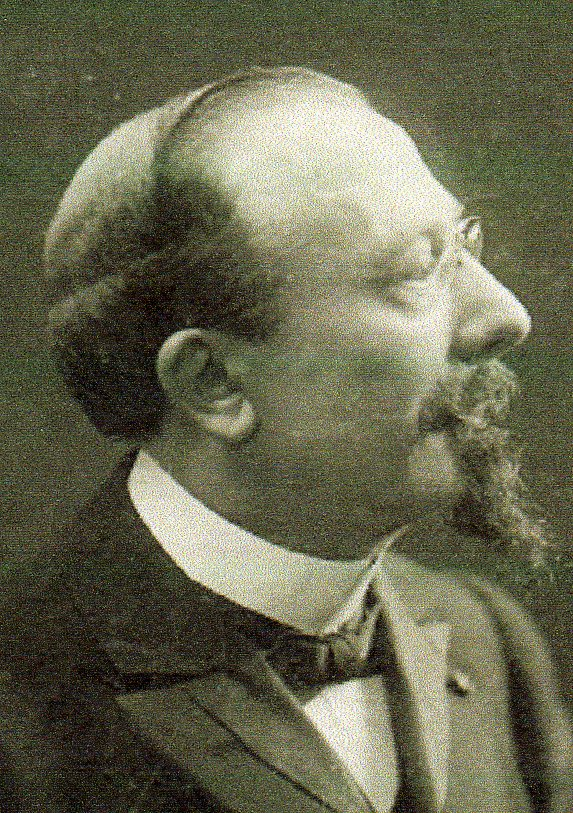
Theophiel Coopman

Na enkele jaren in Brussel gewerkt te hebben als commies-opsteller aan het Ministerie van Binnenlandse Zaken en Openbaar Onderwijs, werd hij in 1898 benoemd tot buitengewoon en vanaf 1902 tot gewoon hoogleraar bij de nieuwe faculteit Germaanse filologie van de Katholieke Universiteit Leuven. Als academicus publiceerde hij over Middelnederlandse teksten, Nederlandse uitspraakleer en met literaire besprekingen. Samen met J.W. Muller gaf hij de Spelen van Everaert uit. Zijn hoofdwerk is de Geschiedenis der Vlaamsche Letterkunde van 1830 tot heden met Theophiel Coopman, die verscheen tussen 1899 en 1910.
De jonge professor maakte grote indruk en hij werd al snel de vertrouwensman van "zijn" studenten. Velen kwamen frequent aan huis in de Schapenstraat te Leuven en zouden hem meestal beneden vinden aan de grote tafel, te midden van zijn tien kinderen en een berg nota's. Zijn populariteit nam enorm toe in 1900 n.a.v. een incident bij de burgerwacht waarvan hij deel uitmaakte. Hij weigerde gehoor te geven aan Franse bevelen, werd naar huis gestuurd maar niet gestraft. Van nu af wisten de studenten dat ze met alle problemen in verband met hun Vlaamse activiteiten bij hem terecht konden. Soms bemiddelde hij tussen studenten en de academische overheid. Na relletjes in 1909 verschenen er in Ons Leven scherpe artikels van de hand van de student Ernest Claes. Het blad werd verboden en Ernest weggezonden. Dit laatste vocht Lodewijk met succes aan bij de rectorale raad. Ons Leven bleef echter clandestien verder verschijnen. Zelf schreef Lodewijk meer dan veertig artikels voor Ons Leven. Zijn pen leende hij ook vaak aan tijdschriften als Dietsche Warande en Belfort, Onze Tijd en Onze Kongo.
Daarnaast verdedigde Scharpé ook als spreker de Vlaamse zaak, in talrijke katholieke verenigingen.

## Brand van Leuven
Scharniermoment was 1914 met de start van de Eerste Wereldoorlog en de brand van Leuven. Bij de Duitse invasie was Scharpé een van de weinige professoren die in Leuven bleef. Na een schietincident begonnen de Duitsers op 25 augustus met willekeurige terechtstellingen en brandstichting. Grote delen van Leuven gingen op in de vlammen. Scharpé bood zichzelf als gijzelaar aan en wist te bekomen de buurt van het Groot begijnhof te vrijwaren van zinloze vernieling.
Tijdens de bezetting werden de lessen gestaakt. Heel wat mensen verloren tijdens de oorlogsjaren hun inkomen. Vincentiuszuster Agnes Carton de Wiart startte in de eerste oorlogswinter samen met altruïst Lodewijk het "Werk van Onderstand tot Voorkoming der Bedelarij en tot hulp van den schamelen arme te Leuven".
In 1919 waren er voor het eerst Kamerverkiezingen op basis van het algemeen kiezersrecht. De katholieke partij te Brugge dreigde te scheuren onder druk van de front- en arbeidersbeweging en vroeg Lodewijk zich kandidaat te stellen. De katholieken zouden een grote nederlaag lijden. Lodewijk werd niet verkozen. Wel haalde hij meer naamstemmen dan de andere Brugse partijbonzen samen. Een tweede opdoffer kwam in 1922 toen zijn echtgenote Esther Legein overleed, met wie hij sinds 1897 gehuwd was. Zes jaar later zou hij hertrouwen met Odile Verstreken, die in haar bezit het landhuis (molenhuis, ter plaatse ook gekend als Scharpéhuis (foto)) in Betekom met zich meebracht.

## Brabançonne-incident
De standpunten van de Vlaamse studenten en het KVHV werden harder na de oorlog, en Lodewijk droeg hen een warm hart toe. Hij begon zich ook te bekommeren om activisten, vaak oud-studenten, en hun families. Samen met zijn collega Emiel Vliebergh werd een Studiefonds opgericht om het onderhoud en de studies van deze "August Borms' kinderen" te bekostigen.
In de jaren twintig waren er heel wat spanningen tussen de Vlaamse en Waalse studenten en de academische overheid. Veel manifestaties waren door het rectoraat verboden voor "universiteitsbevolking". Aan Scharpé schreef rector Ladeuze na een Brabançonne-incident in maart 1925 "vous m'avez fait passer une des plus mauvaises journées de ma vie rectorale".
Toen hij zich in 1926 vertoonde op een verboden amnestiebetoging kreeg Lodewijk een vermaning van aartsbisschop Van Roey. Scharpé zal besluiten zich niet te verontschuldigen maar zal zich van dan af terugtrekken uit het publieke leven. Symbolisch verhuisde hij naar het afgelegen Betekom. In het zog van de viering van zijn dertigste professoraatsjaar verhief het KVHV hem tot erevoorzitter.
De oprichting van de groep Nieuw Vlaanderen bestempelde Gaston Eyskens als een gebeurtenis van groot belang voor de evolutie van de Vlaamse Beweging. Eind 1934 startte deze groep met de uitgave van het gelijknamige weekblad Nieuw Vlaanderen. Nieuw Vlaanderen was een initiatief van Jozef Van de Wijer. Hij was professor in de germanistiek en decaan van de Faculteit Letteren en Wijsbegeerte van de Leuvense universiteit. Naast Van de Wijer maakten onder anderen de professoren Amaat Dumon, Lodewijk Grootaers, Lodewijk Scharpé en Gaston Eyskens deel uit van deze groep. Gaston Eyskens onderhield reeds geruime tijd nauwe contacten met de meeste van hen als lid van de Commissie voor de Vernederlandsing van de Universiteit.

## Imker en kunstliefhebber
Scharpé was lid van zeer veel katholieke verenigingen gaande van Eigen Leven, Flandria, tot de Vlaamsche Bieënbond. "Nijvere bijkens" waren een gezonde prikkelende ontspanning. Bevriend met schilders uit Sint-Martens-Latem zoals Albijn Van den Abeele en Gustave van de Woestijne, organiseerde hij samen met andere kunstliefhebbers kunstgalerijen en -verkopen. De brandglasschilder Frederic Roderburg woonde na een ongeval een tijd bij de familie Scharpé in.
Na de dood van prof. Scharpé werd door enkele van zijn kinderen aan Frederic Roderburg [1884-1963] opdracht gegeven om in negen exemplaren voor de negen Scharpé-kinderen een dubbel glasraam te vervaardigen. Het ene toont het hoofd van Esther Legein, het andere raam dat van Lodewijk Scharpé, omkaderd door de huisgevel (paars) in de Schapenstraat en in oranje het barokhuis in Betekom. Dat van Esther toont de achtergevel van de Schapenstraat aan de tuinkant en de leefkamer met de vele eetborden op een lange tafel voor het kinderrijke gezin. Een zeer mooi kleurrijk kunstwerk. De aanmaak en verdeling in de Scharpé-familie gebeurde in 1937 of aanvang 1938.

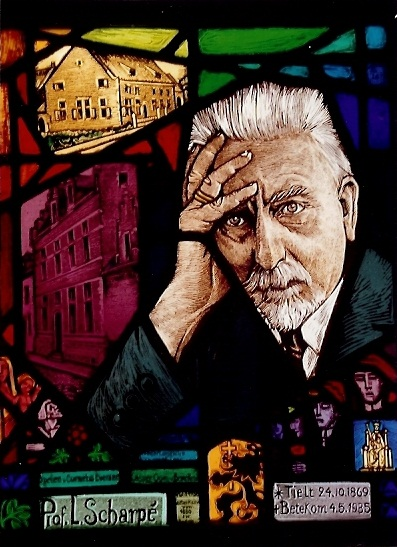
Glasraam Lodewijk Scharpé

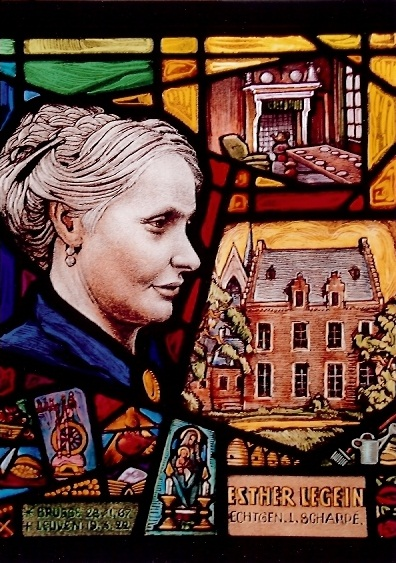
Glasraam Esther Legein

## Besluit

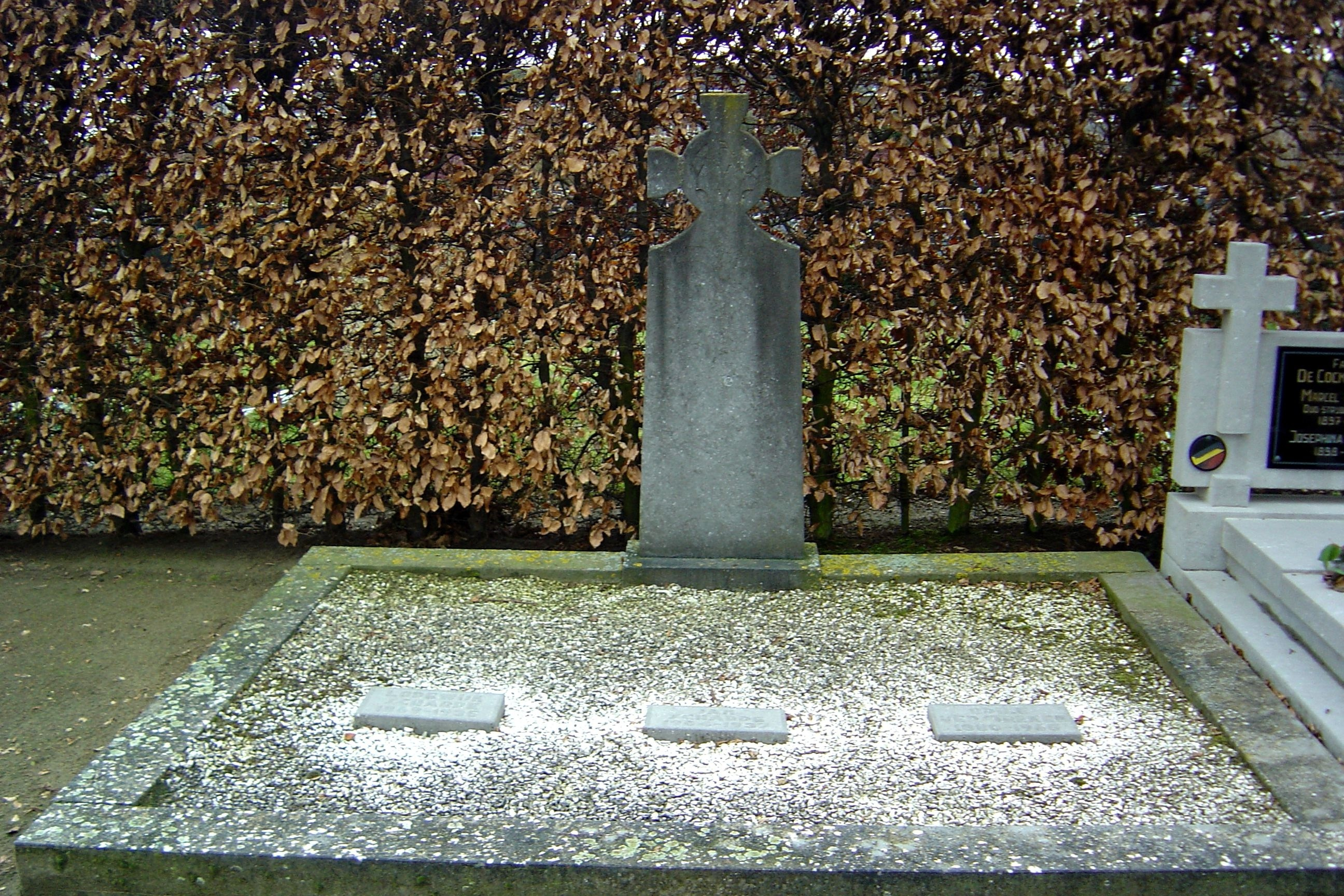
Graf van Lodewijk Scharpé te Betekom

Lodewijk Scharpé overleed te Betekom op 4 mei 1935. Er bestaat een amateurarchiefopname van de begrafenisprocessie geleid door K.V.H.V. met Scharpés toga en de verbondsvlag van Jef Vanden Eynde op de lijkkist. Mgr. Cruysberghs typeerde Scharpé als "een man van belangloos idealisme die aan de snelle vervlaamsing van Leuven het meeste vreugde beleefde". Na zijn dood verschenen de Sprookjes en Vertellingen (1936). In Betekom werd de Professor Scharpélaan naar hem vernoemd.
Scharpé stond mee aan de wieg van een nieuwe generatie Vlaamse intellectuelen, die hij "het zout van Vlaanderen" noemde: jonge mensen doordrongen van de strijd voor de culturele, politieke en sociale ontvoogding van Vlaanderen.

## Publicaties
- 1886 - Enkele gedichten (De stad Nieuport; Jacob van Maerlant e.a. Lett. bijl. tot De Brugsche Beiaard 1888, 1889; De vrije Vlucht 1890; Onze Kunst 1890; Het Belfort 1892; Ons Leven 1893).
- 1892 - Vondels eerstelingen. Vondels Pascha (Het Belfort).
- 1893 - Antonis de Rovere, twee onuitgegeven gedichten (Biekorf).
- 1893-1894 - Van Reinaerde (Het Belfort).
- 1893 - Philips Marnix van Sint-Aldegonde (tijdschrift v.h. Willemsfonds).
- 1894 - Hans Sachs (Het Belfort).
- 1894 - Guido Gezelle (Het Belfort).
- 1894 - Un Villon flamand. Eduard de Dene (3e Congr. scientif. internat. des Cathol., Bruxelles, 6e section).
- 1895 - Les Fabliaux (Het Belfort).
- 1895 - Edewaerd de Dene (ald.).
- 1895-1896 - Middelnederlandsche Hss. in Engeland (ald.).
- 1896 - Uit een hs. der Stadsboekerij te Brugge (Leuv. Bijdr.).
- 1898-1920 - Spelen van Cornelis Everaert, vanwege de Mij. der Nederl. Letterkunde te Leiden met inleiding en aanteekeningen uitgegeven door J.W. Muller en L. Scharpé. Leiden.
- 1899 - De hss. van Veldeke's Servatius (Leuv. Bijdr.).
- 1899-1910 - Geschiedenis der Vlaamsche letterkunde van het jaar 1830 tot heden, Th. Coopman en L. Scharpé. Antwerpen.
- 1900 - Vijf Brugsche Tooneelstukjes uit de vorige eeuw (Biekorf).
- 1900 - Van De Dene tot Vondel (Leuv. Bijdr.).
- 1901 - De Rovere's spel van Quiconque vult salvus esse, uitgeg. door L.S. (Leuv. Bijdr.).
- 1903 - Sunte Elizabetten legende, met aant. uitgeg. door L.S. (Leuv. Bijdr.).
- 1904 - Gezelle als Spoker (Dietsche Warande en Belfort).
- 1906 - R. Lawet, Gheestelick Meyspel van tReyne Maecxsele ghezeyt de ziele, met aant. uitgeg. door L.S. Leuven-Amst.
- 1907 - (Vertaling van) J. Brinckman, Kasper- oom en ik, Hooger-op! met inleiding vertaald door L.S. IJper 1907. - Kasper- oom en ik, in bijgewerkte volledige vertaling herdrukt. Antw. 1929.
- 1907 en 1912 - Onzer Lieven Vrouwe Kruisklachte, naar den vijftiendeeuwschen tekst en op de oude melodie van de Bordesholmer Marienklage. Driemaal uitgevoerd.
- 1909 - Planctus B.M.V., Complainte de la T.S. Vierge. Leuven.
- 1909 - De Verriesten (Jaarb. d. Alg. Kath. Studentenvereen.).
- 1912 - Nederlandsche Uitspraakleer. Lier.
- 1913 - Zuid-Nederland en de vereenvoudigde spelling, door L. Scharpé en C. Lecoutere (Kritiek op het verslag van de Staatscommissie in zake de spellingkwestie, tweede gedeelte).
- 1927 - Het Esopet-vraagstuk (Album Vercoullie).
- 1936 - Verzamelde uitgegeven en onuitgegeven sprookjes en vertellingen, vertaald en naverteld door prof. dr. L. Scharpé, bijeenverzameld door J(an) S(charpé) en nagezien door prof. dr. Jos. de Cock. Leuven.
- Een reeks van langere en kortere boekbeoordelingen en -overzichten in verschillende Zuid-Nederlandse tijdschriften, te talrijk om hier te vermelden.